# هار نوف
هار نوف (بالعبرية: הר נוף‏) (ومعناه: الجبل الخلاب) هو حي يقع على أحد التلال على الحدود الغربية لمدينة القدس. ويبلغ عدد سكانه 20.000 نسمة، معظمهم من اليهود الأرثوذكس. 

## تاريخ
في العصر التلمودي، كانت هار نوف مستوطنة زراعية تخدم القدس. تم اكتشاف بقايا معاصر النبيذ القديمة وبيوت المزارع والمدرجات التي بنيت قبل 1500 عام في ضواحي هار نوف.  تم بناء المنازل الأولى في هار نوف الحديثة في أوائل الثمانينيات.  في عام 1984، قرر الحاخام الأكبر ليفي يتشوك هوروفيتس، إنشاء مركز في هار نوف في القدس، والذي كان له دور فعال في بناء المجتمع الأرثوذكسي في الحي. 

## جغرافيا

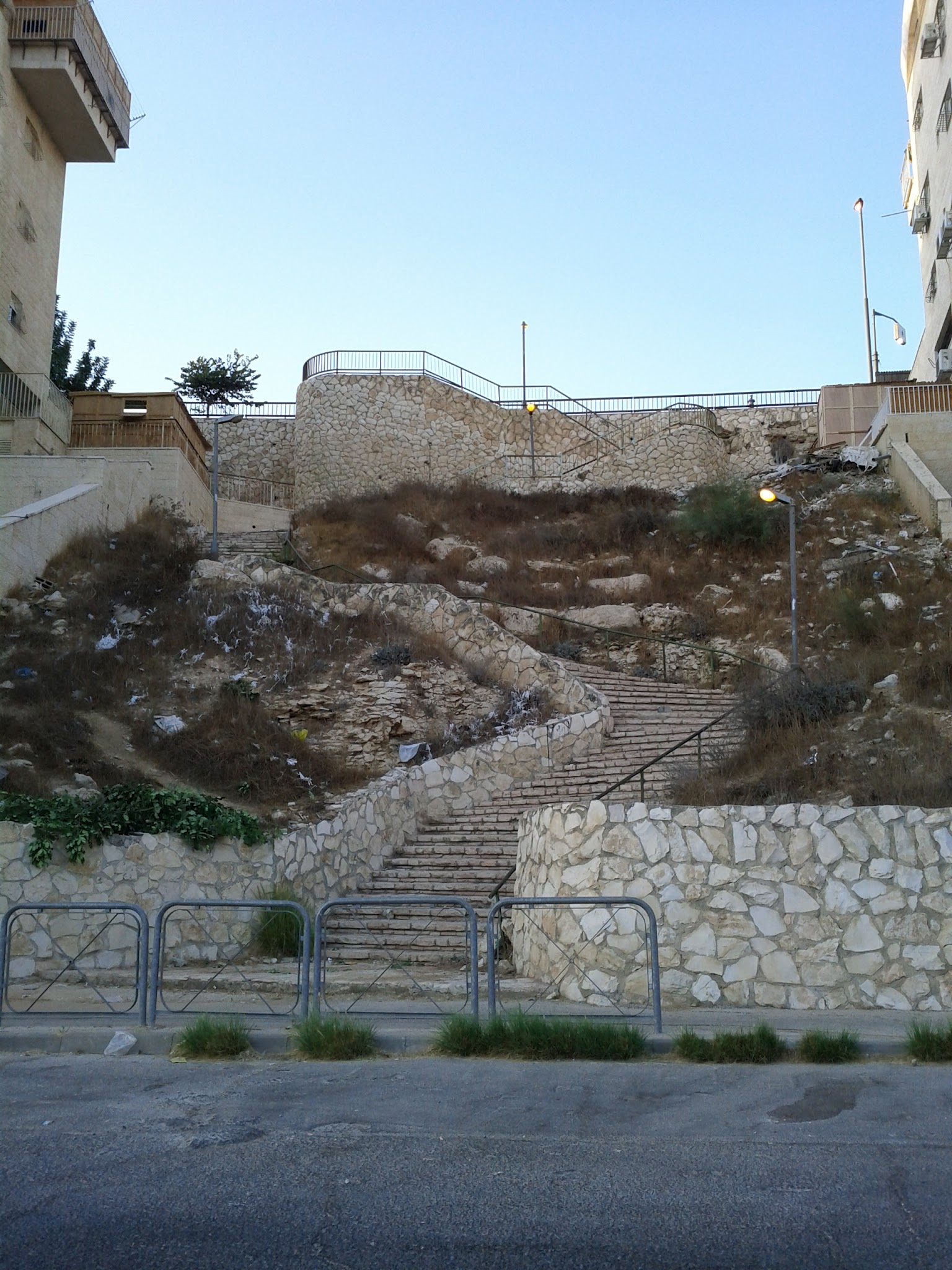
سلالم في هار نوف

هار نوف هو حي مدرج على سفوح جبل يبلغ ارتفاعه 813 مترًا (2667 قدمًا) فوق مستوى سطح البحر. نظرًا للتضاريس، فإن العديد من المباني السكنية متعددة الطوابق لها مداخل على جانبي المبنى - أحدهما للوصول إلى الطوابق السفلية والآخر للوصول إلى الطوابق العليا. ترتبط بعض الشوارع بمجموعات طويلة من السلالم.  وعند سفح هار نوف تقع غابة القدس التي تبلغ مساحتها 1200 دونم، والتي زرعت في الخمسينيات لتكون بمثابة رئة خضراء حول المدينة. 

## روابط خارجية
- موقع هار نوف (بالإنجليزية)